# Lidija Petrowna Wassikowa
Lidija Petrowna Wassikowa (russisch Лидия Петровна Васикова; * 28. Mai 1927 im Dorf Pernjangaschi, Gornomarijski Rajon (Verwaltungszentrum Kosmodemjansk), Autonome Sozialistische Sowjetrepublik der Mari; † 28. Oktober 2012 in Joschkar-Ola) war eine sowjetische bzw. russische Linguistin und Hochschullehrerin.

## Leben
Wassikowa studierte 1946–1950 in Joschkar-Ola am Staatlichen Krupskaja-Institut der Mari in der Abteilung für Mari der Historisch-Philologischen Fakultät. Es folgte die Aspirantur (1951–1954) an der Universität Tartu bei Paul Ariste.
Darauf arbeitete Wassikowa im Pädagogik-Institut in Joschkar-Ola als Mari-Lehrerin, in der Estnischen Landwirtschaftsakademie in Tartu am Lehrstuhl für Philologie und schließlich wieder im Pädagogik-Institut in Joschkar-Ola am Lehrstuhl für Russisch. Ihre Dissertation über die Vergangenheitsform des Verbs in der Mari-Sprache hatte sie 1955 an der Universität Tartu mit Erfolg für die Promotion zur Kandidatin der philologischen Wissenschaften verteidigt.
Das Mari blieb Wassikowas Forschungsschwerpunkt. Sie verteidigte 1984 ihre Doktor-Dissertation über zusammengesetzte Sätze in der modernen Mari-Literatursprache im Vergleich zu anderen Satztypen mit Erfolg für die Promotion zur Doktorin der philologischen Wissenschaften. Darauf leitete sie an der Staatlichen Mari-Universität in Joschkar-Ola den Lehrstuhl für Russische und Allgemeine Linguistik und das Sprachforschungslaboratorium. Als erste Mari-Frau wurde sie 1986 zur Professorin der Universität ernannt.
Wassikowa starb am 28. Oktober 2012 bei einem Verkehrsunfall auf der Straße von Joschkar-Ola nach  Kosmodemjansk.

## Ehrungen, Preise
- Medaille „Für heldenmütige Arbeit im Großen Vaterländischen Krieg 1941–1945“[2]
- Verdiente Wissenschaftlerin der  Autonomen Sozialistischen Sowjetrepublik der Mari (1988)[1]
- Verdiente Wissenschaftlerin der Russischen Föderation (1995)[6]
- Orden des Marienland-Kreuzes V. Klasse (2001)[2]
- Ehrenurkunde der Republik Mari El (2002)[2]